# CHERRYBLOSSOM
CHERRYBLOSSOM (チェリーブロッサム Cherīburossomu?) fue una banda de J-Rock japonesa. Su sello discográfico es Pony Canyon pertenece.Sus actividades van en torno a Nagoya. Sus carrera inicia en marzo de 2007. Su abreviatura es Cheriburo (チェリブロ?).
Son conocidos por interpretar el opening 3 y los endings 8, 10 y 13 del anime Katekyo Hitman Reborn!

## Miembros
- MEEKO (ミーコ Mīko?) - Vocalista
- MAICO (マイコ Maiko?) - Segundo cantante
- 83 (ヤス Yasu?) - Guitarrista
- Yucchi (ゆっち?) - Baterista

## Discografía

### Álbumes
- GO (3 de septiembre de 2008)
- Jikuu (時空?) (20 de enero de 2010)

### Sencillos
- DIVE TO WORLD (5 de diciembre de 2007)
- Haru Kaze LOVER SONG (春風LOVER SONG?) (12 de marzo de 2008)
- 'CYCLE' (30 de julio de 2008)
- Sakura Rock (桜ロック Sakura Rokku?) (18 de febrero de 2009)
- Yume no Manual (夢のマニュアル Yume no Manyuaru?) (2 de diciembre de 2009)

### Miniálbumes
- Risky girl (25 de julio de 2007)
- Hoshizora Triangle (星空トライアングル hoshizora toraianguru?) (19 de agosto de 2009)